# René-Robert Bourdet
René-Robert Bourdet, né en 1741 à Mayenne, mort le 19 octobre 1790 à Bouère, est un homme d'église français, député aux États généraux de 1789.

## Biographie
Il est le fils de Robert Bourdet, garde de la gabelle et de Marie Decré. Son frère Michel-René (1740-1790) est maître en chirurgie.
Après des études brillantes, il est répétiteur de philosophie à l'Université d'Angers, où il prend le grade de Bachelier en théologie. Ordonné prêtre en 1766, il est d'abord vicaire à Bonnétable, puis remplace le curé de Bouère François-Nicolas Bourdon, à sa mort le 15 avril 1766. Cette curie était parmi les plus avantageuses et les plus honorables, et donc recherchée.
Il arrive à Bouère en octobre 1766. Il se concilie l'estime du clergé et des familles distinguées de la région. Il s'adonne principalement à la lecture, et ne participe à la vie ecclésiastique que pour le confessionnal et la messe. Il effectue des travaux considérables dans l'église, et prépare l'établissement d'une école de filles dirigée par les sœurs d'Evron. Ce projet ne se fera pas. Il est aussi à l'origine du cimetière de Bouère, qui est béni par l'évêque du Mans François-Gaspard de Jouffroy de Gonsans vers 1780.
Il ne participe pas à l'assemblée tumultueuse du clergé réunie au Mans le 16 mars 1789, mais est néanmoins élu député aux États généraux de 1789. Il tombe rapidement malade, et est ramenée par sa nièce à Bouère. Atteint de paranoïa et de démence, il meurt le 19 octobre 1790, et est inhumé au cimetière de Bouère.

## Sources
- Abbé Jacques Louis Antoine Marie Lochet, La province du Maine, 1845.
- « René-Robert Bourdet », dans Adolphe Robert et Gaston Cougny, Dictionnaire des parlementaires français, Edgar Bourloton, 1889-1891 [détail de l’édition]